# Els cants de Maldoror
Els cants de Maldoror és una obra de prosa poètica de l'escriptor francès d'origen uruguaià Isidore Lucien Ducasse, conegut amb el pseudònim de Comte de Lautréamont. Es tracta de l'única obra coneguda de l'autor.
En Els cants de Maldoror, Lautréamont enalteix l'assassinat, el sadomasoquisme, la violència, la blasfèmia, l'obscenitat, la putrefacció i la deshumanització. Van ser els surrealistes el qui van rescatar l'obra de l'oblit i li van atorgar el paper de precursora del seu moviment.
El personatge central de Els cants de Maldoror (en francès «Mal d'Aurore», «Dolent de l'aurora») renega ferotgement de Déu i del gènere humà. En un llibre en el qual ressonen «els cascavells de la bogeria», la crueltat i la violència, Maldoror encarna la rebel·lió adolescent i la victòria de l'imaginari sobre el que és real: el seu odi envers la realitat (això que anomena «El Gran Objecte Exterior») el separa dels seus congèneres, i per aquest motiu sofreix. Tot i així, el seu orgull "miltonià" és més poderós.
El grotesc, l'espant i el ridícul en Els cants recorden l'obra d'un altre gran antecedent del surrealisme, El Bosch. No és per casualitat que Lautréamont va ser motiu d'inspiració per a escriptors com Alfred Jarry, Louis Aragon o André Breton, i artistes plàstics com René Magritte, Salvador Dalí i Man Ray. La seva famosa comparació «bell com la trobada fortuïta, sobre una taula de dissecció, d'una màquina de cosir i un paraigua» configura un dels trets més distintius de l'irracionalisme surrealista: la conjunció de realitats inconnexes, dislocades o fins i tot contradictòries.
Rubén Darío va dedicar una breu semblança a Lautréamont al seu llibre Los raros. Després del seu descobriment pels surrealistes, els germans Gómez de la Serna van publicar una versió de Els cants, amb pròleg de Ramón Gómez de la Serna i text de Julio Gómez de la Serna. La lectura del llibre va servir d'inspiració directa per a Pasión de la tierra, de Vicente Aleixandre.
El 1974 es va publicar la primera traducció al català, feta per l'Isidor Marí, sota el títol de Els cants de Maldoror (Ciutat de Mallorca: Llibres Turmeda, 1974. Col·lecció ‘Domini Fosc. Quaderns de Poesia, volum 2’). El 1978 es va publicar una traducció al català de Els cants de Maldoror per Manuel de Pedrolo. El 2005 se'n va publicar una nova traducció de Ricard Ripoll que inclou també les poesies (Els cants de Maldoror, seguit de Poesies I i II, March Editors).